# Wystawka (obwód smoleński)
Wystawka (ros. Выставка) – wieś (ros. деревня, trb. dieriewnia) w zachodniej Rosji, w osiedlu wiejskim Zaborjewskoje rejonu diemidowskiego w obwodzie smoleńskim.

## Geografia
Miejscowość położona jest nad rzeką Sapszanka, przy drodze regionalnej 66N-0510 (Koriewo – Worobji – Staryj Dwor – 66N-0506 / Pogołka), 16,5 km od centrum administracyjnego osiedla wiejskiego (Zaborje), 28,5 km od centrum administracyjnego rejonu (Diemidow), 74,5 km od stolicy obwodu (Smoleńsk), 55,5 km od granicy z Białorusią.
W granicach miejscowości znajduje się ulica Kurilenko (6 posesji).

## Demografia
W 2010 r. miejscowość zamieszkiwały 3 osoby.

## Historia
W czasie II wojny światowej od lipca 1941 roku dieriewnia była okupowana przez hitlerowców. Wyzwolenie nastąpiło we wrześniu 1943 roku.
Według niektórych źródeł, w pobliżu wsi został pochowany Bohater Związku Radzieckiego Władimir Timofiejewicz Kurilenko (1924–1942).
Na mocy uchwały z dnia 28 maja 2015 roku wszystkie miejscowości (w tym Wystawka) zlikwidowanej jednostki administracyjnej Worobjowskoje weszły w skład osiedla wiejskiego Zaborjewskoje.